# Mark 7
Mark 7 foi uma linha de bombas nucleares de fissão dos Estados Unidos da América, foi a primeira arma nuclear de uso tático e a primeira bomba atômica a ser lançada a partir de um avião de combate, foi provavelmente uma arma com projeto de implosão, seu rendimento era variável de 8 a 61 quilotons, estima-se que tenham sido construídos de 1.700 - 1.800 projeteis Mark 7, eles estiveram em serviço de 1952 - 1968, ele foi usado tanto pelos Estados Unidos quanto pelo Reino Unido em um acordo entre os dois, a parte interna desse projeto era chamado de W7(ogiva 7).
Ele tinha 4,6 metros de comprimento, diâmetro de 0,8 m e pesava 764 quilos.

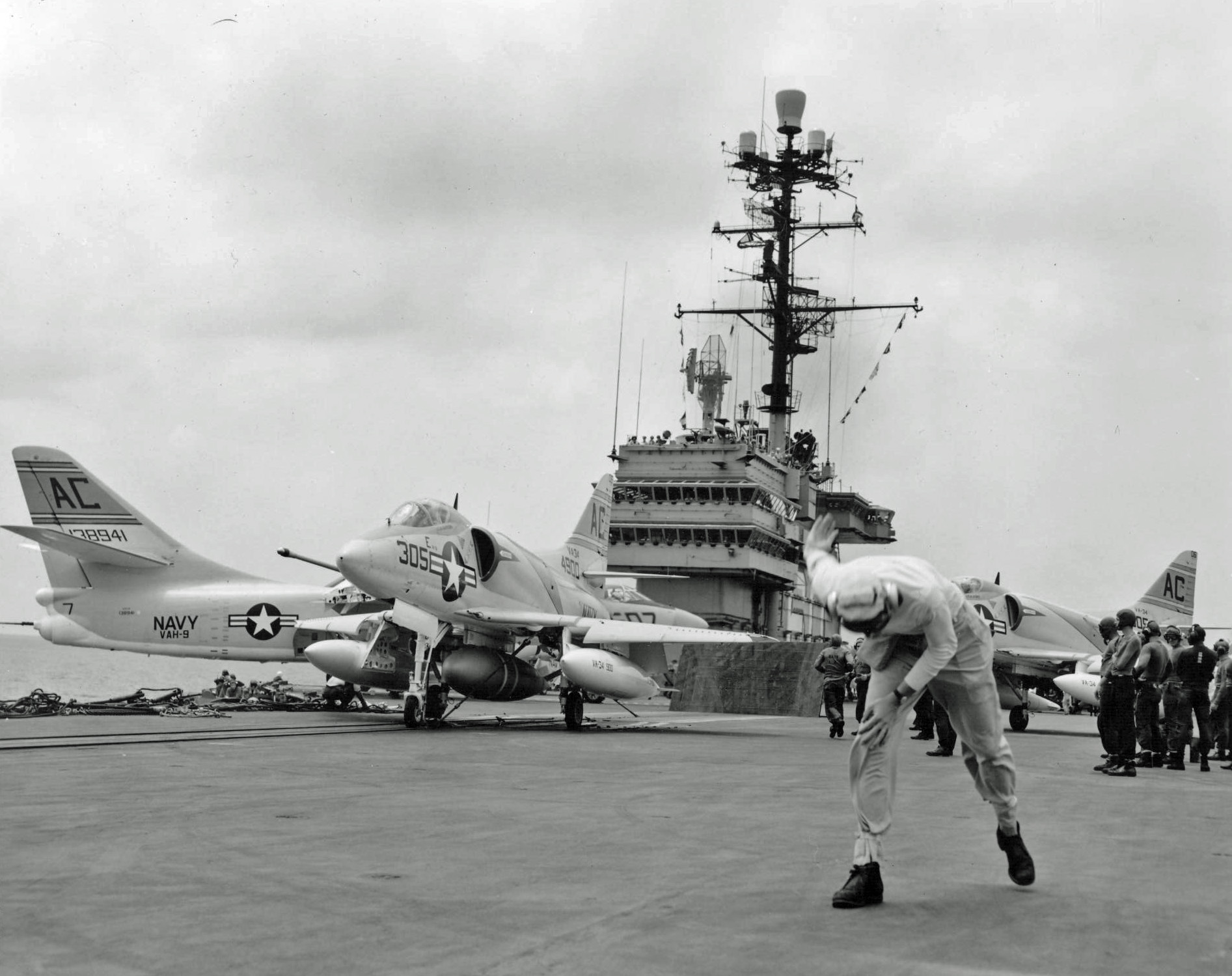
A bomba em um caça A4d-2, no USS Saratoga, em 1960.

O material físsil era urânio puro.